# ناتالي جولد
ناتالي جولد (بالإنجليزية: Natalie Gold)‏ هي ممثلة أمريكية، ولدت في 17 أغسطس 1976 في الولايات المتحدة.

## أعمال

### أفلام
- (2007) قبل أن يعرف الشيطان أنك ميت[2]
- (2009) الدولي[3]
- (2010) حب ومخدرات أخرى[4]
- (2014) الرجل الطائر[5][6]
- (2016) جمال جانبي

### مسلسلات
- ذا غود وايف

## وصلات خارجية
- ناتالي جولد على موقع IMDb (الإنجليزية)
- ناتالي جولد على موقع ألو سيني (الفرنسية)
- ناتالي جولد على موقع أول موفي (الإنجليزية)
- ناتالي جولد على موقع قاعدة بيانات برودواي على الإنترنت (الإنجليزية)
- ناتالي جولد على موقع قاعدة بيانات الأفلام السويدية (السويدية)
- ناتالي جولد على موقع قاعدة بيانات الفيلم (الإنجليزية)
- ناتالي جولد على موقع كينوبويسك (الروسية)